# Vanuatu aux Jeux olympiques d'été de 2024
Le Vanuatu participe aux Jeux olympiques d'été de 2024 à Paris en France du 26 juillet au 11 août 2024. Il s'agit de sa 10e participation à des Jeux olympiques d'été.
La délégation olympique ni-Vanuatu, menée par sa cheffe de mission Lydie Petersen, compte six athlètes, deux hommes et quatre femmes, répartis dans cinq sports différents. Le Vanuatu fait partie des pays n'obtenant pas de médaille à l'issue de ces Jeux olympiques.
Parmi les sportifs engagés, Ajah Pritchard-Lolo termine onzième en haltérophilie des moins de 81 kg femmes, ce qui lui permet d'avoir le meilleur résultat obtenu pour le Vanuatu aux Jeux olympiques d'été de 2024. Les autres sportifs ont été éliminés pendant les phases éliminatoires et pendant les premiers tours. Les porte-drapeau de la délégation sont le judoka Hugo Cumbo et la pongiste Priscila Tommy.

## Préparation et objectifs
En mai 2023, grâce au programme des Ambassadeurs de la Génération 2024 par l'initiative de l'Association francophone de comités nationaux olympiques (AFCNO), piloté par le Comité National Olympique et Sportif Français (CNOSF) et le Comité d'Organisation Jeux Olympiques et paralympiques de 2024 (COJO Paris 2024), Matthieu Champenois, un volontaire français de 22 ans, a pu donner un avant goût des Jeux olympiques de Paris sur l'archipel du Vanuatu par sa présence active au sein du comité olympique du Vanuatu. Le Vanuatu est alors lancé dans une course aux compétitions, envisageant le meilleur pour les Jeux olympiques de 2024. Pour l'édition précédente, la délégation ni-Vanuatu avait mis sur la scène trois athlètes contre six pour l'édition française. Dans sa course des compétitions, le pays insulaire s'était préparé avant les Jeux olympiques aux Jeux du Commonwealth de la Jeunesse de 2023 à Trinité-et-Tobago et aux Jeux du Pacifique de 2023 aux Îles Salomon.
La pongiste Priscila Tommy était porte-drapeau pour la deuxième fois après les Jeux olympiques d'été de 2008. Si elle n'est pas présente aux Jeux olympiques d'été de 2012 et de 2016, elle parvient à se qualifier pour ceux de 2024 après avoir remporté le tournoi de qualification olympique en Océanie, organisé à Nouméa en Nouvelle-Calédonie.
Un mois avant les Jeux olympiques, à Saint-Dizier, le judoka ni-Vanuatu Hugo Cumbo et le judoka fidjien Gerard Takayama se sont entrainés avec le judoka français et médaillé d'or aux Jeux olympiques d'été de 2020 Axel Clerget pour profiter de son expertise. C'est l'occasion pour le judoka du Vanuatu de finaliser sa préparation au sein de la ville de la Haute-Marne, au club de Marnaval. Le français a notamment développé avec eux le kumi-kata, spécialité du champion olympique,.
Ajah Pritchard-Lolo est particulièrement connu au Vanuatu pour être le premier haltérophile de l'île à se qualifier à des Jeux olympiques. De plus, les Jeux olympiques de Paris permettent à deux nageurs de chaque comité olympique de se qualifier, ce qui permet au Vanuatu d'avoir son premier nageur et sa première nageuse aux Jeux pour la première fois, tout comme la Dominique, la Guinée-Bissau, la Mauritanie et Saint-Christophe-et-Niévès.
Avant le départ de la plus grande délégation du pays pour des Jeux olympiques, le chef de l'État du Vanuatu, Nikenike Vurobaravu, a félicité personnellement les athlètes, à l'exception d'Hugo Cumbo qui était déjà en Europe et qui était ainsi représenté par son père.
Dix jours avant les épreuves de Judo, Hugo Cumbo a pu rencontrer son entraineur, le français Julien Brulard, qui n'avait pas pu se rendre en Nouvelle-Calédonie, l'île français où vit le judoka du Vanuatu, en raison des émeutes qui ont touché l'île en mai 2024. Brulard s'est confié en soulignant l'enthousiasme de Cumbo malgré les mauvaises conditions dans lesquelles il est arrivé.

### Soutien australien
Avant de décoller vers Paris depuis l'aéroport international Bauerfield le 18 juillet 2024, le ministre des Sports du Vanuatu, Tomker Netvunei, se réjouit de voir huit athlètes pour les Jeux olympiques et les Jeux paralympiques de 2024, soit la plus importante que le pays n'ai jamais connu. En plus du ministre des Sports étaient présents l'ambassadeur de France au Vanuatu Jean-Baptiste Jeangène Vilmer,, le haut-commissaire australien par intérim Jon Philp, le président du Comité national olympique de Vanuatu (VASANOC) Antoine Boudier et la député et membre du conseil d'administration du VASANOC Gloria Julia King. Netvunei a salué la participation, financière et humaine, de l'Australie dans le développement du sport au Vanuatu. Jon Philp déclare par la même occasion la fierté de l'Australie d'avoir pu soutenir plus de 250 athlètes dans le Pacifique, et au Vanuatu, dans leur parcours pour se qualifier. Sur les onze ni-Vanuatu soutenu par l'Australie, huit d'entre eux ont ainsi été qualifiés pour les Jeux olympiques d'été de 2024.

## Cérémonies d'ouverture et de clôture
Le 26 juillet 2024, lors de la cérémonie d'ouverture, les quelque 7 000 athlètes défileront à plusieurs sur des bateaux pour représenter leur pays sur la Seine. Le Vanuatu est quant à lui représenté par une seule athlète, Priscila Tommy, qui est donc l'unique porte-drapeau de la cérémonie sur le fleuve parisien. Ce n'était pas la seule délégation à n'avoir qu'un représentant sur la Seine : le bélizien Shaun Gill, le liechtensteinois Romano Püntener et le nauruan Winzar Kakiouea.

## Résultats

### Athlétisme
| Athlètes    | Épreuve | Premier tour (ou tour préliminaire) | Premier tour (ou tour préliminaire) | Repêchage (ou premier tour) | Repêchage (ou premier tour) | Demi-finales | Demi-finales | Finale   | Finale   |
| Athlètes    | Épreuve | Temps                               | Rang                                | Temps                       | Rang                        | Temps        | Rang         | Temps    | Rang     |
| ----------- | ------- | ----------------------------------- | ----------------------------------- | --------------------------- | --------------------------- | ------------ | ------------ | -------- | -------- |
| Chloe David | 100 m   | 12 s 44                             | 22e (PB)                            | Éliminée                    | Éliminée                    | Éliminée     | Éliminée     | Éliminée | Éliminée |

### Judo
| Athlète    | Compétition    | 1er tour            | 2e tour             | Quart de finale     | Demi-finale         | Repêchage           | Finale / CB         | Rang    |
| Athlète    | Compétition    | Adversaire Résultat | Adversaire Résultat | Adversaire Résultat | Adversaire Résultat | Adversaire Résultat | Adversaire Résultat | Rang    |
| ---------- | -------------- | ------------------- | ------------------- | ------------------- | ------------------- | ------------------- | ------------------- | ------- |
| Hugo Cumbo | Moins de 81 kg | Frank de Wit        | Éliminé             | Éliminé             | Éliminé             | Éliminé             | Éliminé             | Éliminé |

### Haltérophilie
| Athlète             | Compétition    | Arraché | Arraché | Arraché | Arraché  | Épaulé-jeté | Épaulé-jeté | Épaulé-jeté | Épaulé-jeté | Total  | Rang |
| Athlète             | Compétition    | 1       | 2       | 3       | Résultat | 1           | 2           | 3           | Résultat    | Total  | Rang |
| ------------------- | -------------- | ------- | ------- | ------- | -------- | ----------- | ----------- | ----------- | ----------- | ------ | ---- |
| Ajah Pritchard-Lolo | Moins de 81 kg | 85 kg   | 89 kg   | 92 kg   | 89 kg    | 103 kg      | 108 kg      | 112 kg      | 108 kg      | 197 kg | 11e  |

### Natation
| Athlète         | Épreuve          | Séries  | Séries | Demi-finales | Demi-finales | Finale  | Finale  |
| Athlète         | Épreuve          | Temps   | Rang   | Temps        | Rang         | Temps   | Rang    |
| --------------- | ---------------- | ------- | ------ | ------------ | ------------ | ------- | ------- |
| Johnathan Silas | 100 m nage libre | 59 s 38 | 77e    | Éliminé      | Éliminé      | Éliminé | Éliminé |

| Athlète      | Épreuve         | Séries  | Séries | Demi-finales | Demi-finales | Finale   | Finale   |
| Athlète      | Épreuve         | Temps   | Rang   | Temps        | Rang         | Temps    | Rang     |
| ------------ | --------------- | ------- | ------ | ------------ | ------------ | -------- | -------- |
| Loane Russet | 50 m nage libre | 28 s 86 | 54e    | Éliminée     | Éliminée     | Éliminée | Éliminée |

### Tennis de table
Priscila Tommy s'est qualifié pour le tournoi après avoir remporté la médaille d'or lors du tournoi de qualification d'Océanie en mai 2024 à Nouméa en Nouvelle-Calédonie; elle a été également la porte-drapeau de la délégation du Vanuatu aux Jeux olympiques 2008.
| Athlète(s) (n° de tête de série) | Compétition | Tour préliminaire   | 1er tour                   | 2e tour             | 3e tour             | 4e tour             | Quart de finale     | Demi-finale         | Finale / MB         | Rang     |
| Athlète(s) (n° de tête de série) | Compétition | Adversaire(s) Score | Adversaire(s) Score        | Adversaire(s) Score | Adversaire(s) Score | Adversaire(s) Score | Adversaire(s) Score | Adversaire(s) Score | Adversaire(s) Score | Rang     |
| -------------------------------- | ----------- | ------------------- | -------------------------- | ------------------- | ------------------- | ------------------- | ------------------- | ------------------- | ------------------- | -------- |
| Priscila Tommy (55)              | Simple      | Exemptée            | Amy Wang (USA) Défaite 0-4 | Éliminée            | Éliminée            | Éliminée            | Éliminée            | Éliminée            | Éliminée            | Éliminée |

## Opportunités
Le Vanuatu, représenté par son ministre des Sports Tomker Netvunei, a profité d'être à Paris pour les Jeux olympiques d'été de 2024 pour organiser une réunion avec les pays du Pacifique en soutien à sa candidature pour les Jeux du Pacifique de 2031 qui aurait lieu à Port-Vila, la capitale du Vanuatu. Deux autres pays se sont portés candidats pour ces jeux : les Fidji et Tonga.
En ce qui concerne l'entraineur de l'unique judoka ni-Vanuatu des Jeux olympiques, le français Julien Brulard, il a pour objectif, planifié sur une dizaine d'années, d'entrainer le judo dans près de 198 pays à travers le monde. Pour les Jeux olympiques de Paris, en plus de l'entrainement de l'unique judoka du Vanuatu, il était également partenaire d'entrainement pour le judo dans la catégorie des plus de 100 kg pour les Fidji et il était également présent dans les démarches administratives pour la délégation indonésienne.
L'Australie continuera de soutenir les athlètes et para-athlètes ni-Vanuatu pour les Jeux olympiques d'été de 2032 qui se dérouleront à Brisbane, en Australie.